# Serie A 1902-1903
L'edizione 1902-03 della Serie A svizzera vide la vittoria finale del Young Boys.

## Formula
Le quattordici squadre partecipanti vennero suddivise in tre gironi geografici e si affrontarono in un girone all'italiana.
Le squadre vincitrici del rispettivo girone si qualificarono successivamente per la fase finale per contendersi il titolo.

## Classifiche gironi

### Girone Est
|  | Pos. | Squadra               | Pt | G  | V | N | P | GF | GS | DR  |
|  | ---- | --------------------- | -- | -- | - | - | - | -- | -- | --- |
|  | 1.   | Zurigo                | 17 | 10 | 8 | 1 | 1 | 37 | 9  | +28 |
|  | 2.   | San Gallo             | 14 | 9  | 6 | 2 | 1 | 22 | 6  | +16 |
|  | 3.   | Grasshoppers          | 10 | 9  | 5 | 0 | 4 | 26 | 19 | +7  |
|  | 4.   | Blue Stars St. Gallen | 7  | 9  | 3 | 1 | 5 | 24 | 25 | -1  |
|  | 5.   | International Zurigo  | 2  | 9  | 1 | 0 | 8 | 9  | 52 | -43 |
|  | 6.   | Winterthur            | 2  | 6  | 1 | 0 | 5 | 7  | 14 | -7  |

### Girone Centro
|  | Pos. | Squadra          | Pt | G | V | N | P | GF | GS | DR  |
|  | ---- | ---------------- | -- | - | - | - | - | -- | -- | --- |
|  | 1.   | Young Boys       | 12 | 7 | 6 | 0 | 1 | 29 | 5  | +24 |
|  | 2.   | Old Boys Basilea | 11 | 7 | 5 | 1 | 1 | 16 | 7  | +9  |
|  | 3.   | Basilea          | 6  | 8 | 3 | 0 | 5 | 13 | 20 | -7  |
|  | 4.   | Berna            | 3  | 7 | 1 | 1 | 5 | 10 | 21 | -11 |
|  | 5.   | Fortuna Basilea  | 2  | 5 | 1 | 0 | 4 | 3  | 18 | -15 |

### Girone Ovest
|  | Pos. | Squadra           | Pt | G | V | N | P | GF | GS | DR |
|  | ---- | ----------------- | -- | - | - | - | - | -- | -- | -- |
|  | 1.   | Neuchâtel         | 10 | 6 | 4 | 2 | 0 | 17 | 8  | +9 |
|  | 2.   | La Chaux-de-Fonds | 5  | 6 | 2 | 1 | 3 | 14 | 12 | +2 |
|  | 3.   | Montriond-Losanna | 5  | 6 | 2 | 1 | 3 | 8  | 12 | -4 |
|  | 4.   | Servette          | 4  | 6 | 2 | 0 | 4 | 9  | 16 | -7 |

## Girone finale
| 22 marzo 1903 | Young Boys | 3 - 2 | Zurigo | Zurigo |
| 22 marzo 1903 |            |       |        | Zurigo |

| 29 marzo 1903 | Young Boys | 5 - 0 | Neuchâtel | Bienne |
| 29 marzo 1903 |            |       |           | Bienne |

|  | Zurigo | n.d. | Neuchâtel |  |
|  |        |      |           |  |

|  | Pos. | Squadra    | Pt | G | V | N | P | GF | GS | DR |
|  | ---- | ---------- | -- | - | - | - | - | -- | -- | -- |
|  | 1.   | Young Boys | 4  | 2 | 2 | 0 | 0 | 8  | 1  | +7 |
|  | 2.   | Zurigo     | 0  | 1 | 0 | 0 | 1 | 1  | 3  | -2 |
|  | 3.   | Neuchâtel  | 0  | 1 | 0 | 0 | 1 | 0  | 5  | -5 |

### Verdetto
| Young Boys campione di Svizzera 1903 1º titolo |